# Las Dehesitas
Las Dehesitas es un despoblado español del municipio de Doñinos de Ledesma, perteneciente a la provincia de Salamanca, en la comunidad autónoma de Castilla y León.

## Toponimia
El lugar puede aparecer referido como «Las Dehesitas», «Dehesitas» y «Dehesillas».

## Historia
Hacia mediados del siglo XIX, el lugar, perteneciente a Doñinos, estaba ya despoblado. Aparece descrito en el séptimo volumen del Diccionario geográfico-estadístico-histórico de España y sus posesiones de Ultramar de Pascual Madoz con las siguientes palabras:

DEHESITAS ó DEHESILLAS: desp. en la prov. de Salamanca (5 1/2 leg.), part. jud. de Ledesma (1), térm. jurisd. de Doñinos 1/4. Su térm. es de pasto y labor con un pequeño monte de encina y produce trigo, centeno, y alguna bellota; atraviesa su térm. un pequeño regato conocido por el nombre de Pedrotosco.
(Madoz, 1847, p. 368)

En 2022, no tenía empadronado ningún habitante.